# Incasemidalis lineatellus
Incasemidalis lineatellus is een insect uit de familie van de dwerggaasvliegen (Coniopterygidae), die tot de orde netvleugeligen (Neuroptera) behoort. 
De wetenschappelijke naam Incasemidalis lineatellus is voor het eerst geldig gepubliceerd door Sziráki & Penny in 2012.
De lichaamslengte van dit gaasvliegje is ongeveer 3,6 tot 4 millimeter. De voorvleugellengte is 4,1 tot 4,6 millimeter, de achtervleugellengte 3,5 tot 4,2 millimter. De kleur van het lijf is bruin. De soort komt voor in het noordwesten van Argentinië.